# Емануель Галль

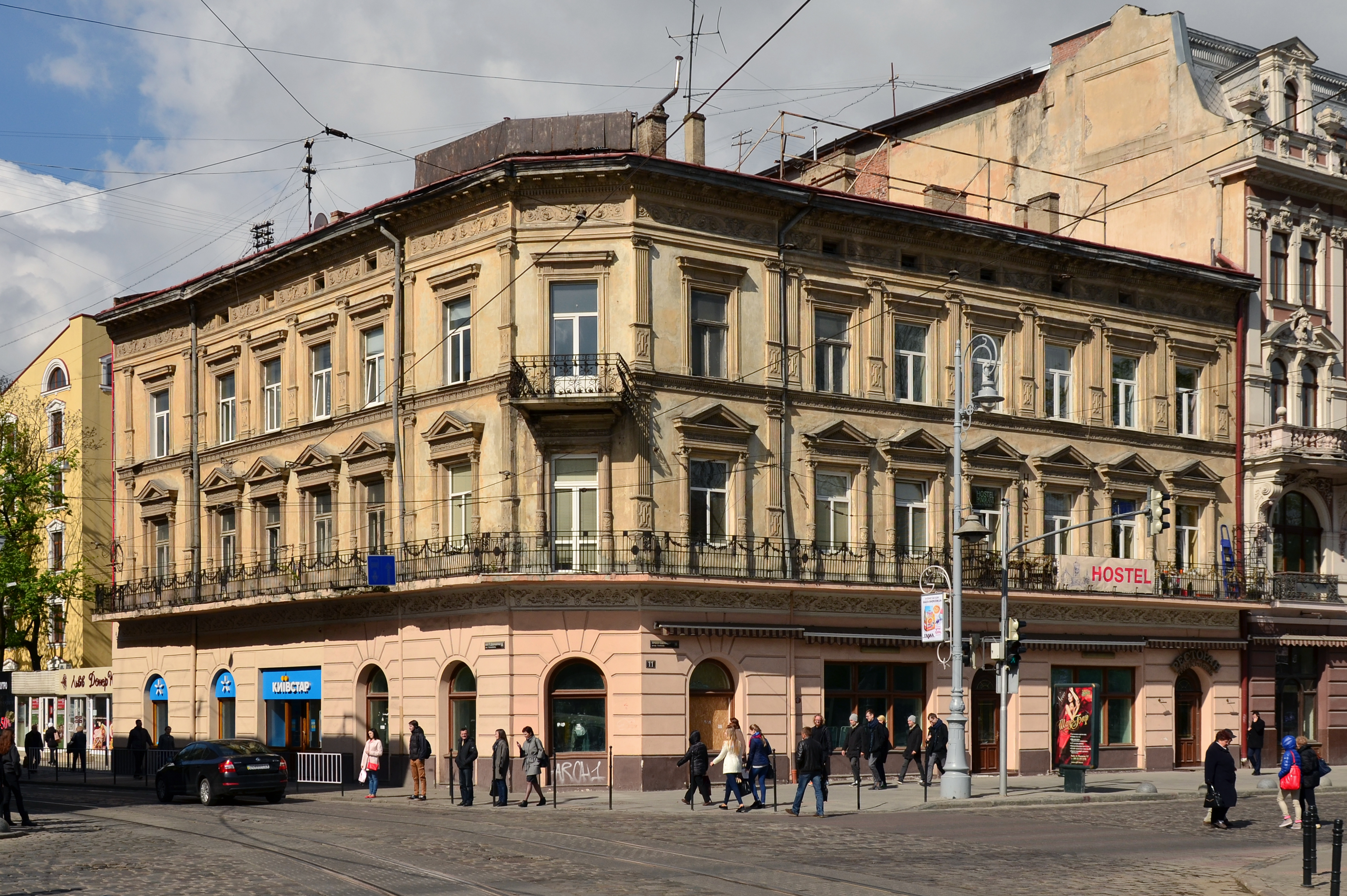
Колишній готель «Центральний» на пр. Свободи, 11 у Львові, 1882—1884

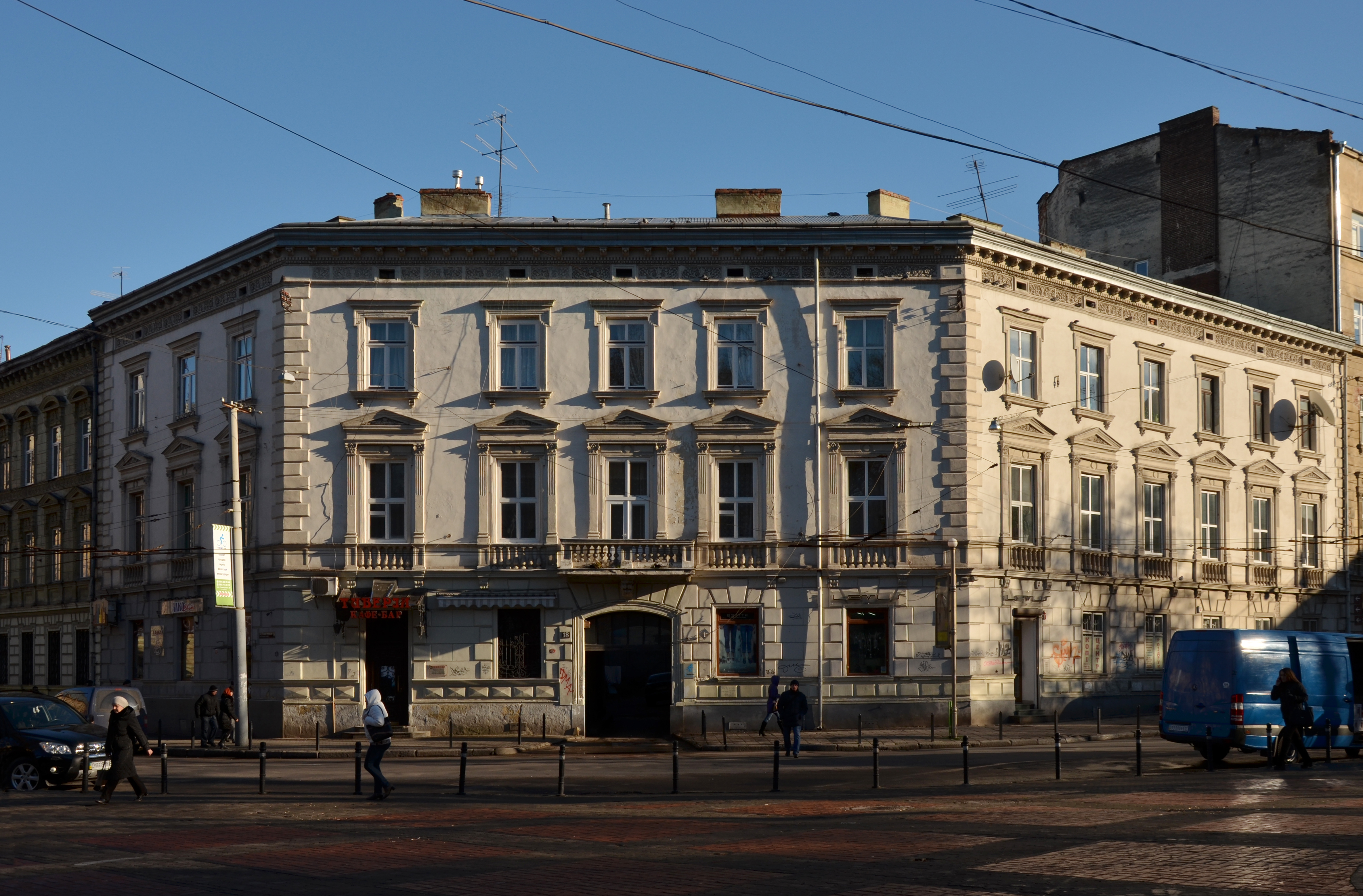
Вулиця Словацького, 18 у Львові, 1876

Емануель Галль (Emanuel Gall, 1830 — 18 лютого 1889) — архітектор. Працював у Львові у другій половині XIX століття.

## Біографія
1867 року вписаний до цехової книги львівських будівничих. Обирався членом міської ради Львова III—VII каденцій (від 1877 до приблизно 1893). 1882 року обраний членом єврейської Релігійної ради. Помер між 1889 і 1893 роками. Маурици Галль, син архітектора, також був архітектором або інженером, який спільно з Рудольфом Фляйшлем спорудив у 1899 році будинок єврейської гміни на вулиці Шолома-Алейхема, 12. Будівельне підприємство братів Галль значиться у довіднику 1875 року на вулиці Маєра (Маєрівка, тепер Січових Стрільців).
Роботи
- Підписи Емануеля Галля стоять на планах будівель на вулиці Колесси від 1864 року, які тепер належать Львівській політехніці. Це може свідчити про авторство в будівництві чи перебудові цих споруд (деякі походять щонайменше з початку XIX).[8]
- Житловий будинок на вулиці Гоголя, 10 (1873).[1]
- Надбудува четвертого поверху будинку на вулиці Галицькій, 12 (1874).[9]
- Будинки на вулиці Словацького, 16 (1876) і 18 (1873).[10]
- Готель «Нью-Йорк» на проспекті Свободи, 45 (1875).[11]
- Будинок на вулиці Городоцькій, 31 (1881).[12]
- Готель «Центральний» на проспекті Свободи, 11 (1882—1884).[1]
- Перебудова будинку ремісничого товариства «Гвязда» на вулиці Бобанича, 7 у Львові.[13]